# Det 4. kompagni
Det 4. kompagni (spansk: La 4ª Compañía) er en mexikansk krimifilm fra 2016. Filmen er instrueret af Mitzi Vanessa Arreola og Amir Galván Cervera.

## Medvirkende
| Skuespiller           | Rolle     |
| --------------------- | --------- |
| Adrian Ladron         | Zambrano  |
| Andoni Gracia         | Combate   |
| Hernán Mendoza        | Palafox   |
| Gabino Rodríguez      | Quinto    |
| Darío T. Pie          | Florecita |
| Manuel Ojeda          | Chaparro  |
| Carlos Valencia       | El Tripas |
| Raymundo Reyes Moreno | Burrero   |